# Montepaschi Strade Bianche 2010
La 4.ª edición del Strade Bianche (llamada oficialmente: Montepaschi Strade Bianche - Eroica Toscana) se realizó el 6 de marzo de 2010, sobre una distancia de 190 km con inicio en la localidad de Gaiole in Chianti y final en la ciudad de Siena en Italia.
La carrera formó parte del UCI Europe Tour 2009-2010 bajo la categoría 1.1 y fue ganada por el ciclista kazajo Maxim Iglinskiy del Astana.

## Equipos participantes
Tomaron parte en la carrera 15 equipos, de los cuales 10 fueron de categoría Profesional Continental y 5 de categoría Continental . Los equipos participantes fueron:
| ProTeams (10)- Sky - AG2R La Mondiale - Astana - Garmin-Transitions - Lampre-Farnese Vini - Liquigas-Doimo - Omega Pharma-Lotto - HTC-Columbia - Katusha - Saxo Bank Equipos continentales profesionales (5)- Acqua & Sapone-D’Angelo & Antenucci - Androni Giocattoli-Serramenti PVC Diquigiovanni - BMC Racing Team - Cervélo TestTeam - ISD-Neri |
| |

## Clasificación final
Las clasificaciones finalizaron de la siguiente forma:
| \| Clasificación general \| Clasificación general \| Clasificación general \| Clasificación general \| Clasificación general \| \| Ciclista \| Ciclista \| Equipo \| Tiempo \| \| \| --------------------- \| --------------------- \| ----------------------------------------------- \| --------------------- \| --------------------- \| \| 1.º \| Maxim Iglinskiy \| Astana \| 4 h 59 min 48 s \| \| \| 2.º \| Thomas Lövkvist \| Team Sky \| + 1 s \| \| \| 3.º \| Michael Rogers \| HTC-Columbia \| + 1 s \| \| \| 4.º \| Filippo Pozzato \| Katusha \| + 18 s \| \| \| 5.º \| Ryder Hesjedal \| Garmin-Transitions \| + 19 s \| \| \| 6.º \| Francesco Ginanni \| Androni Giocattoli-Serramenti PVC Diquigiovanni \| + 24 s \| \| \| 7.º \| Leonardo Bertagnolli \| Androni Giocattoli-Serramenti PVC Diquigiovanni \| DES \| \| \| 8.º \| Juan Antonio Flecha \| Team Sky \| + 43 s \| \| \| 9.º \| Enrico Gasparotto \| Astana \| + 49 s \| \| \| 10.º \| Daniele Righi \| Lampre-Farnese Vini \| + 49 s \| \| \| 11.º \| Fabian Cancellara \| Saxo Bank \| + 1 min 19 s \| \| \| 12.º \| Matti Breschel \| Saxo Bank \| + 1 min 41 s \| \| \| 13.º \| Daniel Oss \| Liquigas-Doimo \| + 1 min 41 s \| \| \| 14.º \| Greg Van Avermaet \| Omega Pharma-Lotto \| + 1 min 41 s \| \| \| 15.º \| Simon Špilak \| Lampre-Farnese Vini \| + 1 min 41 s \| \| \| 16.º \| Stefano Garzelli \| Acqua & Sapone - D'Angelo & Antenucci \| + 1 min 41 s \| \| \| 17.º \| Luca Paolini \| Acqua & Sapone - D'Angelo & Antenucci \| + 1 min 41 s \| \| \| 18.º \| Simon Clarke \| ISD-Neri \| + 3 min 04 s \| \| \| 19.º \| Franco Pellizotti \| Liquigas-Doimo \| + 3 min 04 s \| \| \| 20.º \| Assan Bazayev \| Astana \| + 3 min 04 s \| \| |                      |                                                 |                 |
| |                      |                                                 |                 |
| |                      |                                                 |                 |
| Clasificación general |                      |                                                 |                 |
| Ciclista | Ciclista             | Equipo                                          | Tiempo          |
| 1.º | Maxim Iglinskiy      | Astana                                          | 4 h 59 min 48 s |
| 2.º | Thomas Lövkvist      | Team Sky                                        | + 1 s           |
| 3.º | Michael Rogers       | HTC-Columbia                                    | + 1 s           |
| 4.º | Filippo Pozzato      | Katusha                                         | + 18 s          |
| 5.º | Ryder Hesjedal       | Garmin-Transitions                              | + 19 s          |
| 6.º | Francesco Ginanni    | Androni Giocattoli-Serramenti PVC Diquigiovanni | + 24 s          |
| 7.º | Leonardo Bertagnolli | Androni Giocattoli-Serramenti PVC Diquigiovanni | DES             |
| 8.º | Juan Antonio Flecha  | Team Sky                                        | + 43 s          |
| 9.º | Enrico Gasparotto    | Astana                                          | + 49 s          |
| 10.º | Daniele Righi        | Lampre-Farnese Vini                             | + 49 s          |
| 11.º | Fabian Cancellara    | Saxo Bank                                       | + 1 min 19 s    |
| 12.º | Matti Breschel       | Saxo Bank                                       | + 1 min 41 s    |
| 13.º | Daniel Oss           | Liquigas-Doimo                                  | + 1 min 41 s    |
| 14.º | Greg Van Avermaet    | Omega Pharma-Lotto                              | + 1 min 41 s    |
| 15.º | Simon Špilak         | Lampre-Farnese Vini                             | + 1 min 41 s    |
| 16.º | Stefano Garzelli     | Acqua & Sapone - D'Angelo & Antenucci           | + 1 min 41 s    |
| 17.º | Luca Paolini         | Acqua & Sapone - D'Angelo & Antenucci           | + 1 min 41 s    |
| 18.º | Simon Clarke         | ISD-Neri                                        | + 3 min 04 s    |
| 19.º | Franco Pellizotti    | Liquigas-Doimo                                  | + 3 min 04 s    |
| 20.º | Assan Bazayev        | Astana                                          | + 3 min 04 s    |